# Nandorščina
Nandorščina (izvirno angleško Nandorin) je umetni jezik angleškega pisatelja in jezikoslovca Johna Ronalda Reuela Tolkiena.